# Heptanal
Heptanal ist ein Aldehyd und eine farblose Flüssigkeit mit scharfem unangenehmen Geruch. Der Trivialname lautet Heptaldehyd.

## Vorkommen

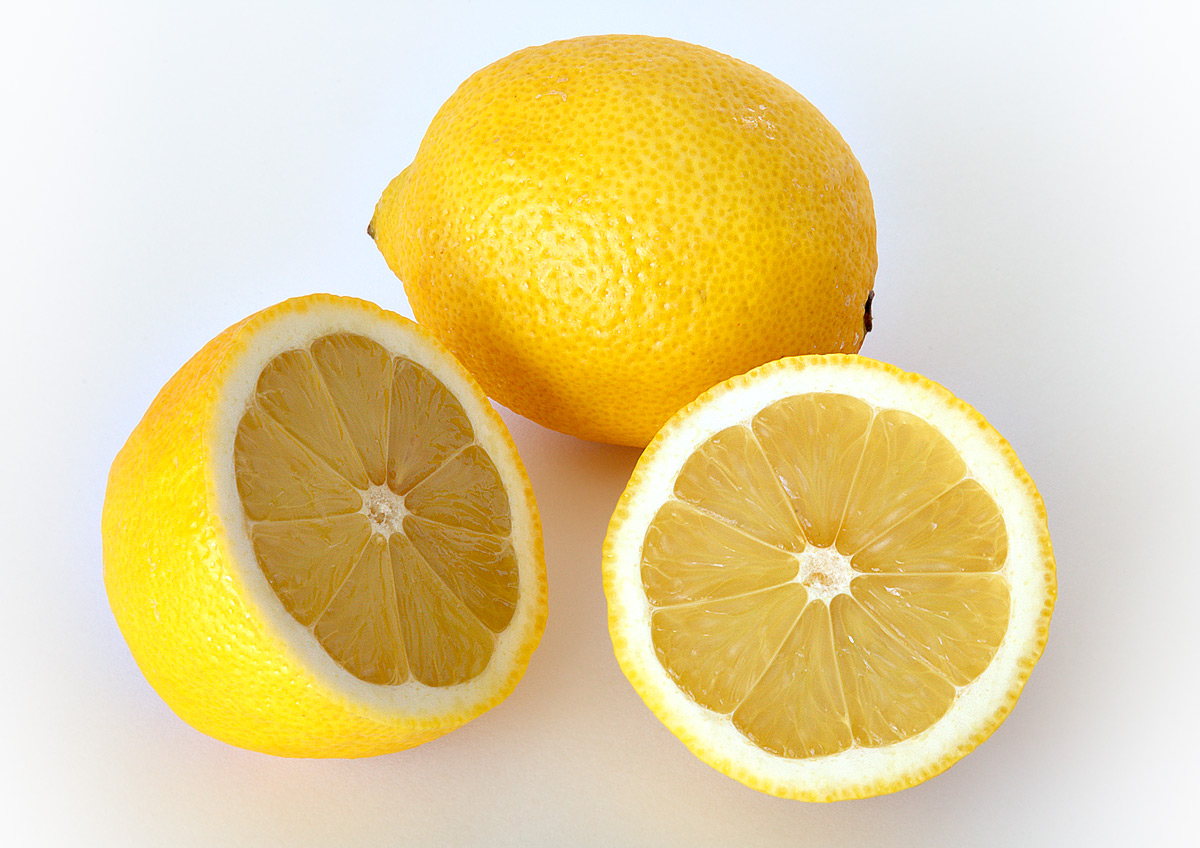
Zitronen enthalten natürlicherweise Heptanal

Heptanal kommt natürlich in den essentiellen Ölen von Ylang-Ylang (Cananga odorata), Muskatellersalbei (Salvia sclarea), Zitrone (Citrus x limon), Bitterorange (Citrus x aurantium), Rose (Rosa), Hyazinthe (Hyacinthus) und Gartenhyazinthe vor. 

## Darstellung
Die Entstehung von Heptanal bei der fraktionierten Destillation von Rizinusöl wurde bereits 1878 beschrieben. Die großtechnische Darstellung beruht auf der pyrolytischen Spaltung von Ricinolsäureestern (Arkema-Verfahren) und auf der Hydroformylierung von 1-Hexen mit Rhodium-2-Ethylhexanoat als Katalysator unter Zusatz von  2-Ethylhexansäure (Oxea-Verfahren):

## Eigenschaften
Heptanal ist eine entzündliche wenig flüchtige farblose Flüssigkeit von durchdringend fruchtigem bis ölig-fettigem Geruch, welche mit Alkoholen mischbar und praktisch unlöslich in Wasser ist. Wegen seiner Oxidationsempfindlichkeit wird Heptanal unter Stickstoff abgefüllt und mit 100ppm Hydrochinon stabilisiert.
Heptanal bildet entzündliche Dampf-Luft-Gemische. Die Verbindung hat einen Flammpunkt von 39,5 °C. Der Explosionsbereich liegt zwischen 1,1 Vol.‑% als untere Explosionsgrenze (UEG) und 5,2 Vol.‑% als obere Explosionsgrenze (OEG). Die Zündtemperatur beträgt 205 °C. Der Stoff fällt somit in die Temperaturklasse T3.

## Verwendung
Aus Heptanal kann durch Reduktion mittels Wasserstoffaddition 1-Heptanol produziert werden:
Bei der Oxidation von Heptanal mit Sauerstoff in Gegenwart von Rhodium-Katalysatoren bei 50 °C wird in 95 %iger Ausbeute Heptansäure erhalten. In einer Knoevenagel-Reaktion reagiert Heptanal mit Benzaldehyd unter basischer Katalyse mit hoher Ausbeute und Selektivität (> 90 %) zum alpha-Pentylzimtaldehyd (wegen des jasmintypischen Geruchs auch Jasminaldehyd genannt), das meist als cis/trans-Isomerengemisch in Parfümzubereitungen Verwendung findet.
Als Nebenprodukt entsteht durch Selbstkondensation des Heptanals das unangenehm ranzig riechende (Z)-2-Pentyl-2-nonenal. Heptanal kann in Gegenwart von wässriger Borsäure bei azeotroper Entfernung des Wassers praktisch quantitativ in (Z)-2-Pentyl-2-nonenal überführt werden.
Vollständige Hydrierung liefert den auch durch Guerbet-Reaktion aus 1-Heptanol zugänglichen verzweigten primären Alkohol 2-Pentylnonan-1-ol.

## Sicherheitshinweise
Das Einatmen, das Verschlucken oder die Aufnahme über die Haut kann zu Gesundheitsschäden führen. Es kann die Atemwege, Verdauungswege und Augen reizen: z. B. Brennen, Kratzen. Es kann weiterhin die Haut reizen: z. B. Brennen, Juckreiz.